# تلسکوپ ام‌ام‌تی

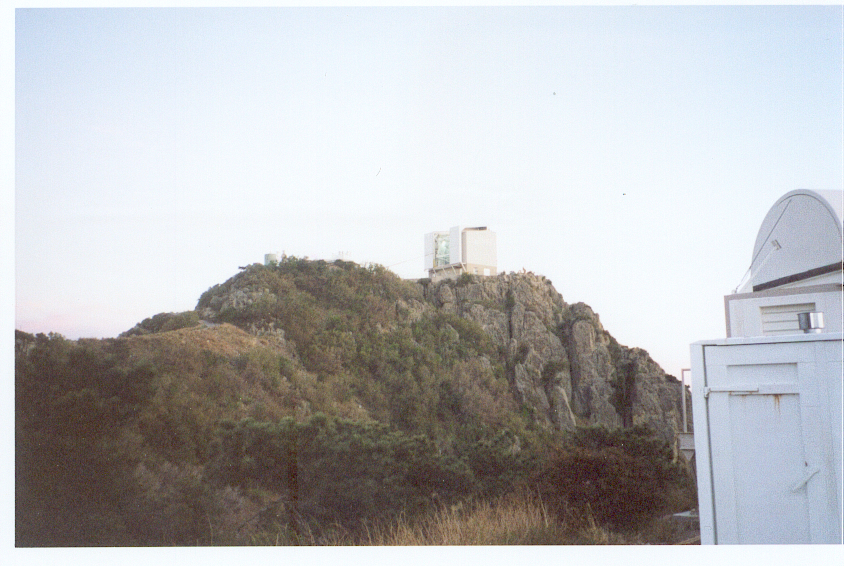
تلسکوپ ام ام تی از دور روی قله کوه در ایالت آریزونای آمریکا.

تلسکوپ ام‌ام‌تی (در انگلیسی: Multiple Mirror Telescope) نام یکی از بزرگ‌ترین تلسکوپ‌های ساخته شده در جهان است که در ایالت آریزونای آمریکا قرار گرفته است.
تلسکوپ ام ام تی مخفف واژه «تلسکوپ چند آیینه ای» است. این تلسکوپ در رصدخانه فرد لارنس ویپل قرار دارد، و در سال ۱۹۸۷ ساخته گردید.
این تلسکوپ متشکل از آینه‌ای مشبک با قطر مرکب ۶٫۵ متر است، و توسط دانشگاه آریزونا و مرکز اخترفیزیک هاروارد-اسمیت‌سونیان مشترکاً اداره می‌شود.